# Campionati del mondo di atletica leggera 2017 - Eptathlon
La gara di eptathlon femminile si è svolta tra sabato 5 e domenica 6 agosto 2017.

## Podio
| Pos.    | Atleta           | Nazionalità | Punti   |
| ------- | ---------------- | ----------- | ------- |
| Oro     | Nafissatou Thiam | Belgio      | 6784 p. |
| Argento | Carolin Schäfer  | Germania    | 6696 p. |
| Bronzo  | Anouk Vetter     | Paesi Bassi | 6636 p. |

## Situazione pre-gara

### Record
Prima di questa competizione, il record del mondo (RM) e il record dei campionati (RC) erano i seguenti.
| Record                | Prestazione | Atleta                           | Data                                  | Competizione                |
| --------------------- | ----------- | -------------------------------- | ------------------------------------- | --------------------------- |
| Record mondiale       | 7291 p.     | Jackie Joyner-Kersee Stati Uniti | 24 settembre 1988 Seul, Corea del Sud | Giochi della XXIV Olimpiade |
| Record dei campionati | 7128 p.     | Jackie Joyner-Kersee Stati Uniti | 1 settembre 1987 Roma, Italia         | Campionati del mondo 1987   |

### Campionesse in carica
Le campionesse in carica, a livello mondiale e olimpico, erano:
| Campione | Atleta                         | Prestazione | Data                                   | Competizione   |
| -------- | ------------------------------ | ----------- | -------------------------------------- | -------------- |
| Olimpico | Nafissatou Thiam Belgio        | 6810 p.     | 13 agosto 2016 Rio de Janeiro, Brasile | Olimpiadi 2016 |
| Mondiale | Jessica Ennis-Hill Regno Unito | 6669 p.     | 23 agosto 2015 Pechino, Cina           | Mondiali 2015  |

### La stagione
Prima di questa gara, gli atleti con le migliori tre prestazioni dell'anno erano:
| Pos. | Atleta                            | Prestazione | Data                           |
| ---- | --------------------------------- | ----------- | ------------------------------ |
| 1    | Nafissatou Thiam Belgio           | 7013 p.     | 28 maggio 2017 Götzis, Austria |
| 2    | Carolin Schäfer Germania          | 6836 p.     | 28 maggio 2017 Götzis, Austria |
| 3    | Laura Ikauniece-Admidiņa Lettonia | 6815 p.     | 28 maggio 2017 Götzis, Austria |

## Risultati

### 100 metri ostacoli
Sabato 5 agosto: la prima serie è partita alle 10:05.
| Pos | Serie | Atleta                    | Paese       | Tempo | Punteggio | Note                                     |
| --- | ----- | ------------------------- | ----------- | ----- | --------- | ---------------------------------------- |
| 1   | 4     | Nadine Visser             | Paesi Bassi | 12"85 | 1147      |                                          |
| 2   | 4     | Kendell Williams          | Stati Uniti | 13"02 | 1121      |                                          |
| 3   | 4     | Carolin Schäfer           | Germania    | 13"09 | 1111      |                                          |
| 4   | 4     | Erica Bougard             | Stati Uniti | 13"24 | 1089      |                                          |
| 5   | 3     | Anouk Vetter              | Paesi Bassi | 13"31 | 1078      | Miglior prestazione personale stagionale |
| 6   | 4     | Katarina Johnson-Thompson | Regno Unito | 13"33 | 1075      |                                          |
| 7   | 3     | Grit Šadeiko              | Estonia     | 13"37 | 1069      |                                          |
| 8   | 4     | Katerina Cachová          | Rep. Ceca   | 13"37 | 1069      |                                          |
| 9   | 4     | Antoinette Nana Djimou    | Francia     | 13"46 | 1056      |                                          |
| 10  | 3     | Claudia Salman-Rath       | Germania    | 13"52 | 1047      |                                          |
| 11  | 3     | Nafissatou Thiam          | Belgio      | 13"54 | 1044      |                                          |
| 12  | 2     | Yorgelis Rodríguez        | Cuba        | 13"60 | 1036      | Miglior prestazione personale stagionale |
| 13  | 2     | Ivona Dadic               | Austria     | 13"68 | 1024      | Miglior prestazione personale            |
| 14  | 2     | Xénia Krizsán             | Ungheria    | 13"70 | 1021      |                                          |
| 15  | 3     | Odile Ahouanwanou         | Benin       | 13"71 | 1020      |                                          |
| 16  | 4     | Laura Ikauniece-Admidiņa  | Lettonia    | 13"71 | 1020      |                                          |
| 17  | 2     | Nadine Broersen           | Paesi Bassi | 13"79 | 1008      |                                          |
| 18  | 2     | Verena Preiner            | Austria     | 13"79 | 1008      | Miglior prestazione personale            |
| 19  | 1     | Géraldine Ruckstuhl       | Svizzera    | 13"80 | 1007      | Miglior prestazione personale            |
| 20  | 3     | Sharon Day-Monroe         | Stati Uniti | 13"82 | 1004      |                                          |
| 21  | 3     | Lecabela Quaresma         | Portogallo  | 13"94 | 987       |                                          |
| 22  | 3     | Caroline Agnou            | Svizzera    | 13"95 | 985       |                                          |
| 23  | 1     | Evelis Aguilar            | Colombia    | 14"03 | 974       |                                          |
| 24  | 2     | Alysbeth Felix            | Porto Rico  | 14"03 | 974       |                                          |
| 25  | 2     | Eliška Klucinová          | Rep. Ceca   | 14"03 | 974       |                                          |
| 26  | 2     | Györgyi Zsivoczky-Farkas  | Ungheria    | 14"05 | 971       |                                          |
| 27  | 1     | Swapna Barman             | India       | 14"14 | 959       |                                          |
| 28  | 1     | Tamara de Sousa           | Brasile     | 14"16 | 956       |                                          |
| 29  | 1     | Alina Shukh               | Ucraina     | 14"32 | 934       | Miglior prestazione personale            |
| 30  | 1     | Hanne Maudens             | Belgio      | 14"47 | 913       |                                          |
| 31  | 1     | Vanessa Chefer            | Brasile     | 14"94 | 850       |                                          |

### Salto in alto
Sabato 5 agosto.
Gruppo A ore 10:29; gruppo B ore 10:30.
| Pos | Gruppo | Atleta                    | Paese       | Salti | Salti | Salti | Salti | Salti | Salti | Salti | Salti | Salti | Salti | Salti | Salti | Salti | Salti | Risultato | Punti | Note                                     | Punti totali | Pos |
| Pos | Gruppo | Atleta                    | Paese       | 1,59  | 1,62  | 1,65  | 1,68  | 1,71  | 1,74  | 1,77  | 1,80  | 1,83  | 1,86  | 1,89  | 1,92  | 1,95  | 1,98  | Risultato | Punti | Note                                     | Punti totali | Pos |
| --- | ------ | ------------------------- | ----------- | ----- | ----- | ----- | ----- | ----- | ----- | ----- | ----- | ----- | ----- | ----- | ----- | ----- | ----- | --------- | ----- | ---------------------------------------- | ------------ | --- |
| 1   | A      | Nafissatou Thiam          | Belgio      | –     | –     | –     | –     | –     | –     | –     | o     | –     | o     | o     | o     | o     | xxx   | 1.95      | 1171  | Record dei campionati                    | 2215         | 1   |
| 2   | A      | Yorgelis Rodríguez        | Cuba        | –     | –     | –     | –     | –     | o     | –     | o     | o     | o     | xo    | xxo   | xo    | r     | 1.95      | 1171  | Record dei campionati                    | 2207         | 2   |
| 3   | A      | Eliška Klucinová          | Rep. Ceca   | –     | –     | –     | o     | o     | o     | o     | o     | xxo   | xo    | xxx   |       |       |       | 1.86      | 1054  |                                          | 2028         | 6   |
| 3   | A      | Carolin Schäfer           | Germania    | –     | –     | –     | –     | o     | xo    | o     | xo    | o     | xo    | xxx   |       |       |       | 1.86      | 1054  | Miglior prestazione personale            | 2165         | 3   |
| 5   | A      | Nadine Broersen           | Paesi Bassi | –     | –     | –     | –     | o     | o     | o     | o     | xo    | xxx   |       |       |       |       | 1.83      | 1016  |                                          | 2024         | 7   |
| 6   | A      | Alina Shukh               | Ucraina     | –     | –     | –     | –     | –     | xo    | o     | o     | xo    | xxx   |       |       |       |       | 1.83      | 1016  |                                          | 1950         | 16  |
| 7   | A      | Katarina Johnson-Thompson | Regno Unito | –     | –     | –     | –     | –     | –     | –     | o     | –     | xxx   |       |       |       |       | 1.80      | 978   |                                          | 2053         | 5   |
| 8   | A      | Ivona Dadic               | Austria     | –     | –     | –     | xo    | o     | o     | o     | o     | xxx   |       |       |       |       |       | 1.80      | 978   |                                          | 2002         | 10  |
| 9   | A      | Géraldine Ruckstuhl       | Svizzera    | –     | –     | –     | o     | o     | o     | xxo   | xxo   | xxx   |       |       |       |       |       | 1.80      | 978   |                                          | 1985         | 12  |
| 10  | A      | Györgyi Zsivoczky-Farkas  | Ungheria    | –     | –     | –     | o     | –     | o     | o     | xxx   |       |       |       |       |       |       | 1.77      | 941   |                                          | 1912         | 20  |
| 11  | A      | Xénia Krizsán             | Ungheria    | –     | –     | o     | o     | o     | xxo   | o     | xxx   |       |       |       |       |       |       | 1.77      | 941   |                                          | 1962         | 15  |
| 12  | B      | Hanne Maudens             | Belgio      | –     | –     | –     | –     | o     | o     | xo    | xxx   |       |       |       |       |       |       | 1.77      | 941   |                                          | 1854         | 24  |
| 12  | B      | Anouk Vetter              | Paesi Bassi | –     | –     | –     | o     | o     | o     | xo    | xxx   |       |       |       |       |       |       | 1.77      | 941   | Miglior prestazione personale stagionale | 2019         | 9   |
| 14  | B      | Nadine Visser             | Paesi Bassi | –     | –     | o     | o     | xo    | xo    | xxo   | xxx   |       |       |       |       |       |       | 1.77      | 941   | Miglior prestazione personale stagionale | 2088         | 4   |
| 15  | B      | Claudia Salman-Rath       | Germania    | –     | o     | o     | o     | o     | o     | xxx   |       |       |       |       |       |       |       | 1.74      | 903   | Miglior prestazione personale stagionale | 1950         | 16  |
| 15  | B      | Tamara de Sousa           | Brasile     | o     | –     | o     | –     | o     | o     | xxx   |       |       |       |       |       |       |       | 1.74      | 903   |                                          | 1859         | 23  |
| 17  | A      | Erica Bougard             | Stati Uniti | –     | –     | –     | –     | xo    | o     | –     | xxx   |       |       |       |       |       |       | 1.74      | 903   |                                          | 1992         | 11  |
| 18  | A      | Sharon Day-Monroe         | Stati Uniti | –     | –     | –     | –     | o     | xo    | xxx   |       |       |       |       |       |       |       | 1.74      | 903   |                                          | 1907         | 21  |
| 19  | A      | Kendell Williams          | Stati Uniti | –     | –     | –     | o     | xo    | xo    | xxx   |       |       |       |       |       |       |       | 1.74      | 903   |                                          | 2024         | 7   |
| 19  | B      | Grit Šadeiko              | Estonia     | –     | –     | o     | xo    | o     | xo    | xxx   |       |       |       |       |       |       |       | 1.74      | 903   |                                          | 1972         | 13  |
| 21  | B      | Katerina Cachová          | Rep. Ceca   | –     | o     | o     | xo    | o     | xxo   | xxx   |       |       |       |       |       |       |       | 1.74      | 903   |                                          | 1972         | 13  |
| 22  | B      | Odile Ahouanwanou         | Benin       | o     | –     | o     | xxo   | o     | xxo   | xxx   |       |       |       |       |       |       |       | 1.74      | 903   |                                          | 1923         | 18  |
| 23  | B      | Verena Preiner            | Austria     | –     | o     | o     | o     | o     | xxx   |       |       |       |       |       |       |       |       | 1.71      | 867   |                                          | 1875         | 22  |
| 23  | A      | Swapna Barman             | India       | –     | –     | –     | o     | o     | xxx   |       |       |       |       |       |       |       |       | 1.71      | 867   |                                          | 1826         | 27  |
| 25  | B      | Alysbeth Felix            | Porto Rico  | –     | –     | –     | xo    | o     | xxx   |       |       |       |       |       |       |       |       | 1.71      | 867   |                                          | 1841         | 26  |
| 26  | B      | Antoinette Nana Djimou    | Francia     | –     | –     | o     | xxo   | xo    | xxx   |       |       |       |       |       |       |       |       | 1.71      | 867   |                                          | 1923         | 18  |
| 27  | B      | Lecabela Quaresma         | Portogallo  | –     | o     | o     | o     | xxo   | xxx   |       |       |       |       |       |       |       |       | 1.71      | 867   |                                          | 1854         | 24  |
| 28  | B      | Evelis Aguilar            | Colombia    | o     | o     | o     | o     | xxx   |       |       |       |       |       |       |       |       |       | 1.68      | 830   |                                          | 1804         | 29  |
| 29  | B      | Vanessa Chefer            | Brasile     | o     | o     | o     | xo    | xxx   |       |       |       |       |       |       |       |       |       | 1.68      | 830   |                                          | 1680         | 30  |
| 30  | B      | Caroline Agnou            | Svizzera    | –     | –     | xo    | xxo   | xxx   |       |       |       |       |       |       |       |       |       | 1.68      | 830   |                                          | 1815         | 28  |
| –   | B      | Laura Ikauniece-Admidiņa  | Lettonia    |       |       |       |       |       |       |       |       |       |       |       |       |       |       | dns       | dns   |                                          | -            |     |

### Getto del peso
Sabato 5 agosto.
Gruppo A ore 18:59; gruppo B ore 19:00.
| Pos | Gruppo | Atleta                    | Paese       | Lanci    | Lanci    | Lanci    | Risultato | Punti | Note                                     | Punti totali | Pos |
| Pos | Gruppo | Atleta                    | Paese       | Lancio 1 | Lancio 2 | Lancio 3 | Risultato | Punti | Note                                     | Punti totali | Pos |
| --- | ------ | ------------------------- | ----------- | -------- | -------- | -------- | --------- | ----- | ---------------------------------------- | ------------ | --- |
| 1   | A      | Nafissatou Thiam          | Belgio      | 15.17    | 14.76    | 14.99    | 15.17     | 872   |                                          | 3087         | 1   |
| 2   | A      | Sharon Day-Monroe         | Stati Uniti | 15.14    | 14.65    | 14.79    | 15.14     | 870   |                                          | 2777         | 9   |
| 3   | A      | Anouk Vetter              | Paesi Bassi | 13.92    | 15.09    | x        | 15.09     | 867   |                                          | 2886         | 4   |
| 4   | A      | Carolin Schäfer           | Germania    | 14.84    | x        | –        | 14.84     | 850   | Miglior prestazione personale            | 3015         | 2   |
| 5   | A      | Eliška Klucinová          | Rep. Ceca   | 14.80    | 14.76    | x        | 14.80     | 848   | Miglior prestazione personale stagionale | 2876         | 5   |
| 6   | A      | Odile Ahouanwanou         | Benin       | 13.84    | 14.71    | x        | 14.71     | 841   |                                          | 2764         | 11  |
| 7   | A      | Antoinette Nana Djimou    | Francia     | x        | 14.61    | x        | 14.61     | 835   |                                          | 2758         | 12  |
| 8   | A      | Xénia Krizsán             | Ungheria    | 14.14    | 13.68    | 13.49    | 14.14     | 803   |                                          | 2765         | 10  |
| 9   | A      | Nadine Broersen           | Paesi Bassi | 13.46    | 13.91    | 14.09    | 14.09     | 800   |                                          | 2824         | 6   |
| 10  | A      | Ivona Dadic               | Austria     | 13.82    | x        | 13.78    | 13.82     | 782   |                                          | 2784         | 8   |
| 11  | A      | Alina Shukh               | Ucraina     | 13.63    | 13.39    | 13.75    | 13.75     | 777   |                                          | 2727         | 16  |
| 12  | A      | Györgyi Zsivoczky-Farkas  | Ungheria    | 13.04    | 13.13    | 13.75    | 13.75     | 777   |                                          | 2689         | 17  |
| 13  | A      | Tamara de Sousa           | Brasile     | 13.68    | 13.69    | 13.25    | 13.69     | 773   |                                          | 2632         | 20  |
| 14  | A      | Caroline Agnou            | Svizzera    | 12.85    | 13.64    | x        | 13.64     | 770   |                                          | 2585         | 25  |
| 15  | A      | Lecabela Quaresma         | Portogallo  | 13.08    | 13.48    | 13.16    | 13.48     | 759   |                                          | 2613         | 23  |
| 16  | B      | Yorgelis Rodríguez        | Cuba        | 12.49    | 13.45    | 12.95    | 13.45     | 757   |                                          | 2964         | 3   |
| 17  | B      | Evelis Aguilar            | Colombia    | 13.39    | 12.64    | 13.34    | 13.39     | 753   |                                          | 2557         | 26  |
| 18  | B      | Géraldine Ruckstuhl       | Svizzera    | 13.07    | 13.06    | 13.36    | 13.36     | 751   |                                          | 2736         | 14  |
| 19  | A      | Verena Preiner            | Austria     | 13.16    | 13.05    | 12.73    | 13.16     | 738   |                                          | 2613         | 23  |
| 20  | B      | Nadine Visser             | Paesi Bassi | 12.22    | 12.76    | 12.96    | 12.96     | 725   |                                          | 2813         | 7   |
| 21  | B      | Claudia Salman-Rath       | Germania    | 12.66    | 12.84    | x        | 12.84     | 717   |                                          | 2667         | 19  |
| 22  | B      | Kendell Williams          | Stati Uniti | 12.05    | 12.73    | 12.22    | 12.73     | 709   |                                          | 2733         | 15  |
| 23  | B      | Grit Šadeiko              | Estonia     | 11.65    | 12.55    | x        | 12.55     | 698   |                                          | 2670         | 18  |
| 24  | B      | Katarina Johnson-Thompson | Regno Unito | 12.01    | 12.47    | 12.36    | 12.47     | 692   |                                          | 2745         | 13  |
| 25  | B      | Vanessa Chefer            | Brasile     | 11.82    | x        | 12.12    | 12.12     | 669   |                                          | 2349         | 30  |
| 26  | B      | Katerina Cachová          | Rep. Ceca   | x        | 11.84    | 11.75    | 11.84     | 651   |                                          | 2623         | 21  |
| 27  | B      | Hanne Maudens             | Belgio      | 10.96    | 11.71    | 11.80    | 11.80     | 648   |                                          | 2502         | 27  |
| 28  | B      | Erica Bougard             | Stati Uniti | 11.41    | 11.31    | 11.19    | 11.41     | 622   |                                          | 2614         | 22  |
| 29  | B      | Alysbeth Felix            | Porto Rico  | 10.49    | x        | 10.82    | 10.82     | 583   |                                          | 2424         | 28  |
| 30  | B      | Swapna Barman             | India       | x        | 7.33     | 10.81    | 10.81     | 583   |                                          | 2409         | 29  |
| –   | B      | Laura Ikauniece-Admidiņa  | Lettonia    |          |          |          | dns       | 0     |                                          | dns          | –   |

### 200 metri
Sabato 5 agosto.
| Pos. | Batteria | Atleta                    | Nazionalità | Tempo | Punti | Note                                     | Punti totali | Posizione totale |
| ---- | -------- | ------------------------- | ----------- | ----- | ----- | ---------------------------------------- | ------------ | ---------------- |
| 1    | 4        | Katarina Johnson-Thompson | Regno Unito | 22.86 | 1093  |                                          | 3838         | 4                |
| 2    | 4        | Carolin Schäfer           | Germania    | 23.58 | 1021  |                                          | 4036         | 1                |
| 3    | 4        | Erica Bougard             | Stati Uniti | 23.66 | 1014  |                                          | 3628         | 17               |
| 4    | 4        | Nadine Visser             | Paesi Bassi | 23.73 | 1007  |                                          | 3820         | 6                |
| 5    | 4        | Claudia Salman-Rath       | Germania    | 23.92 | 988   |                                          | 3655         | 13               |
| 6    | 3        | Odile Ahouanwanou         | Benin       | 24.09 | 972   | Miglior prestazione personale            | 3736         | 9                |
| 7    | 4        | Ivona Dadic               | Austria     | 24.11 | 970   |                                          | 3754         | 8                |
| 8    | 4        | Kendell Williams          | Stati Uniti | 24.29 | 953   |                                          | 3686         | 11               |
| 9    | 3        | Evelis Aguilar            | Colombia    | 24.35 | 947   |                                          | 3504         | 24               |
| 10   | 3        | Anouk Vetter              | Paesi Bassi | 24.36 | 946   |                                          | 3832         | 5                |
| 11   | 3        | Yorgelis Rodríguez        | Cuba        | 24.42 | 941   |                                          | 3905         | 3                |
| 12   | 3        | Verena Preiner            | Austria     | 24.44 | 939   |                                          | 3552         | 19               |
| 13   | 2        | Katerina Cachová          | Rep. Ceca   | 24.56 | 928   | Miglior prestazione personale stagionale | 3551         | 21               |
| 14   | 2        | Nafissatou Thiam          | Belgio      | 24.57 | 927   |                                          | 4014         | 2                |
| 15   | 2        | Grit Šadeiko              | Estonia     | 24.60 | 924   | Miglior prestazione personale stagionale | 3594         | 18               |
| 16   | 2        | Tamara de Sousa           | Brasile     | 24.64 | 920   |                                          | 3552         | 20               |
| 17   | 3        | Caroline Agnou            | Svizzera    | 24.64 | 920   |                                          | 3505         | 23               |
| 18   | 2        | Eliška Klucinová          | Rep. Ceca   | 24.72 | 913   | Miglior prestazione personale stagionale | 3789         | 7                |
| 19   | 2        | Géraldine Ruckstuhl       | Svizzera    | 24.84 | 902   |                                          | 3638         | 15               |
| 20   | 1        | Sharon Day-Monroe         | Stati Uniti | 24.97 | 890   |                                          | 3667         | 12               |
| 21   | 1        | Nadine Broersen           | Paesi Bassi | 24.98 | 889   | Miglior prestazione personale stagionale | 3713         | 10               |
| 22   | 3        | Vanessa Chefer            | Brasile     | 25.15 | 873   |                                          | 3222         | 29               |
| 23   | 1        | Xénia Krizsán             | Ungheria    | 25.15 | 873   |                                          | 3638         | 14               |
| 24   | 2        | Antoinette Nana Djimou    | Francia     | 25.17 | 871   |                                          | 3629         | 16               |
| 25   | 1        | Györgyi Zsivoczky-Farkas  | Ungheria    | 25.38 | 852   | Miglior prestazione personale stagionale | 3541         | 22               |
| 26   | 1        | Lecabela Quaresma         | Portogallo  | 25.38 | 852   |                                          | 3465         | 26               |
| 27   | 2        | Alysbeth Felix            | Porto Rico  | 25.38 | 852   |                                          | 3276         | 28               |
| 28   | 3        | Hanne Maudens             | Belgio      | 25.43 | 848   |                                          | 3350         | 27               |
| 29   | 1        | Swapna Barman             | India       | 26.45 | 758   |                                          | 3167         | 30               |
| 30   | 1        | Alina Shukh               | Ucraina     | 26.59 | 746   |                                          | 3473         | 25               |

### Salto in lungo
Domenica 6 agosto.
| Pos. | Gruppo | Atleta                    | Nazionalità | Misura   | Misura   | Misura   | Risultato | Punti | Note                                     | Punti totali | Posizione totale |
| Pos. | Gruppo | Atleta                    | Nazionalità | Misura 1 | Misura 2 | Misura 3 | Risultato | Punti | Note                                     | Punti totali | Posizione totale |
| ---- | ------ | ------------------------- | ----------- | -------- | -------- | -------- | --------- | ----- | ---------------------------------------- | ------------ | ---------------- |
| 1    | B      | Nafissatou Thiam          | Belgio      | 6.20     | 6.33     | 6.57     | 6.57      | 1030  | Miglior prestazione personale stagionale | 5044         | 1                |
| 2    | B      | Katarina Johnson-Thompson | Regno Unito | 6.56     | x        | 6.45     | 6.56      | 1027  |                                          | 4865         | 3                |
| 3    | B      | Claudia Salman-Rath       | Germania    | 6.50     | 6.46     | 6.55     | 6.55      | 1023  |                                          | 4678         | 8                |
| 4    | A      | Anouk Vetter              | Paesi Bassi | x        | 5.99     | 6.32     | 6.32      | 949   | Miglior prestazione personale stagionale | 4781         | 5                |
| 5    | A      | Nadine Visser             | Paesi Bassi | 5.97     | 6.00     | 6.30     | 6.30      | 943   | Miglior prestazione personale stagionale | 4763         | 6                |
| 6    | B      | Yorgelis Rodríguez        | Cuba        | 5.77     | 6.23     | 4.40     | 6.23      | 921   |                                          | 4826         | 4                |
| 7    | B      | Caroline Agnou            | Svizzera    | 6.05     | x        | 6.22     | 6.22      | 918   |                                          | 4423         | 19               |
| 8    | B      | Carolin Schäfer           | Germania    | 6.10     | 6.20     | x        | 6.20      | 912   |                                          | 4948         | 2                |
| 9    | B      | Kendell Williams          | Stati Uniti | 5.94     | 5.84     | 6.19     | 6.19      | 908   |                                          | 4594         | 10               |
| 10   | B      | Eliška Klucinová          | Rep. Ceca   | 5.78     | 6.16     | 6.13     | 6.16      | 899   |                                          | 4688         | 7                |
| 11   | B      | Katerina Cachová          | Rep. Ceca   | 6.03     | x        | 6.15     | 6.15      | 896   |                                          | 4447         | 16               |
| 12   | B      | Hanne Maudens             | Belgio      | 5.80     | 6.15     | 5.88     | 6.15      | 896   |                                          | 4246         | 26               |
| 13   | B      | Erica Bougard             | Stati Uniti | 6.01     | 4.53     | 6.09     | 6.09      | 877   |                                          | 4505         | 13               |
| 14   | B      | Antoinette Nana Djimou    | Francia     | 6.04     | 5.99     | 6.05     | 6.05      | 865   |                                          | 4494         | 14               |
| 15   | A      | Grit Šadeiko              | Estonia     | 6.00     | x        | 5.72     | 6.00      | 850   |                                          | 4444         | 17               |
| 16   | B      | Ivona Dadic               | Austria     | 5.90     | 5.75     | 5.98     | 5.98      | 843   |                                          | 4597         | 9                |
| 17   | A      | Verena Preiner            | Austria     | 5.98     | 5.79     | 5.55     | 5.98      | 843   |                                          | 4395         | 21               |
| 18   | A      | Nadine Broersen           | Paesi Bassi | 5.89     | 5.95     | 5.77     | 5.95      | 834   |                                          | 4547         | 12               |
| 19   | B      | Györgyi Zsivoczky-Farkas  | Ungheria    | x        | 5.94     | x        | 5.94      | 831   |                                          | 4372         | 22               |
| 20   | A      | Xénia Krizsán             | Ungheria    | x        | 5.93     | x        | 5.93      | 828   |                                          | 4466         | 15               |
| 21   | A      | Odile Ahouanwanou         | Benin       | 5.38     | 5.92     | 5.46     | 5.92      | 825   | Miglior prestazione personale            | 4561         | 11               |
| 22   | A      | Lecabela Quaresma         | Portogallo  | 5.88     | x        | 5.84     | 5.88      | 813   |                                          | 4278         | 24               |
| 23   | A      | Alysbeth Felix            | Porto Rico  | x        | 5.85     | 5.86     | 5.86      | 807   | Miglior prestazione personale stagionale | 4083         | 27               |
| 24   | A      | Alina Shukh               | Ucraina     | x        | 5.80     | 5.85     | 5.85      | 804   |                                          | 4277         | 25               |
| 25   | A      | Géraldine Ruckstuhl       | Svizzera    | 5.37     | 5.69     | 5.82     | 5.82      | 795   |                                          | 4433         | 18               |
| 26   | A      | Tamara de Sousa           | Brasile     | 5.69     | x        | 5.40     | 5.69      | 756   |                                          | 4308         | 23               |
| 27   | A      | Sharon Day-Monroe         | Stati Uniti | 5.49     | 5.61     | x        | 5.61      | 732   |                                          | 4399         | 20               |
| 28   | A      | Swapna Barman             | India       | 5.48     | 5.53     | 5.49     | 5.53      | 709   |                                          | 3876         | 28               |
| 29   | A      | Vanessa Chefer            | Brasile     | x        | 5.22     | 5.23     | 5.23      | 623   |                                          | 3845         | 29               |
| –    | B      | Evelis Aguilar            | Colombia    |          |          |          | dns       | 0     |                                          | dnf          | –                |

### Tiro del giavellotto
Domenica 6 agosto.
| Pos. | Gruppo | Atleta                    | Nazionalità | Misura   | Misura   | Misura   | Risultato | Punti | Note                                     | Punti totali | Posizione totale |
| Pos. | Gruppo | Atleta                    | Nazionalità | Misura 1 | Misura 2 | Misura 3 | Risultato | Punti | Note                                     | Punti totali | Posizione totale |
| ---- | ------ | ------------------------- | ----------- | -------- | -------- | -------- | --------- | ----- | ---------------------------------------- | ------------ | ---------------- |
| 1    | B      | Anouk Vetter              | Paesi Bassi | 55.32    | x        | 58.41    | 58.41     | 1024  | Record dei campionati                    | 5805         | 3                |
| 2    | B      | Nafissatou Thiam          | Belgio      | 49.93    | 48.68    | 53.93    | 53.93     | 936   |                                          | 5980         | 1                |
| 3    | B      | Alina Shukh               | Ucraina     | 49.91    | 52.93    | 49.62    | 52.93     | 917   |                                          | 5194         | 16               |
| 4    | A      | Ivona Dadic               | Austria     | 47.51    | 52.29    | x        | 52.29     | 905   | Miglior prestazione personale stagionale | 5502         | 6                |
| 5    | B      | Géraldine Ruckstuhl       | Svizzera    | 52.15    | 51.16    | 46.78    | 52.15     | 902   |                                          | 5335         | 12               |
| 6    | B      | Xénia Krizsán             | Ungheria    | 49.55    | 50.36    | 51.25    | 51.25     | 884   | Miglior prestazione personale            | 5350         | 11               |
| 7    | B      | Carolin Schäfer           | Germania    | 49.68    | 49.27    | 49.99    | 49.99     | 860   |                                          | 5808         | 2                |
| 8    | B      | Grit Šadeiko              | Estonia     | 46.84    | 46.16    | 47.47    | 47.47     | 811   |                                          | 5255         | 15               |
| 9    | B      | Yorgelis Rodríguez        | Cuba        | x        | 47.41    | x        | 47.41     | 810   |                                          | 5636         | 4                |
| 10   | B      | Kendell Williams          | Stati Uniti | x        | 41.45    | 46.43    | 46.43     | 791   |                                          | 5385         | 9                |
| 11   | B      | Verena Preiner            | Austria     | 43.13    | 45.27    | 43.79    | 45.27     | 769   |                                          | 5164         | 18               |
| 12   | A      | Györgyi Zsivoczky-Farkas  | Ungheria    | 44.22    | 44.53    | 44.95    | 44.95     | 763   |                                          | 5135         | 20               |
| 13   | B      | Antoinette Nana Djimou    | Francia     | 44.94    | 43.93    | -        | 44.94     | 762   |                                          | 5256         | 14               |
| 14   | B      | Katerina Cachová          | Rep. Ceca   | 43.67    | 43.29    | 43.38    | 43.67     | 738   |                                          | 5185         | 17               |
| 15   | A      | Caroline Agnou            | Svizzera    | 42.85    | 43.54    | 41.77    | 43.54     | 735   |                                          | 5158         | 19               |
| 16   | A      | Swapna Barman             | India       | 38.84    | 43.49    | 43.37    | 43.49     | 734   |                                          | 4610         | 27               |
| 17   | A      | Odile Ahouanwanou         | Benin       | 37.92    | 43.16    | x        | 43.16     | 728   |                                          | 5289         | 13               |
| 18   | A      | Nadine Visser             | Paesi Bassi | x        | 38.82    | 42.26    | 42.26     | 711   |                                          | 5474         | 7                |
| 19   | A      | Eliška Klucinová          | Rep. Ceca   | 41.91    | x        | 39.24    | 41.91     | 704   | Miglior prestazione personale stagionale | 5392         | 8                |
| 20   | A      | Katarina Johnson-Thompson | Regno Unito | 41.72    | 40.27    | 41.65    | 41.72     | 700   | Miglior prestazione personale stagionale | 5565         | 5                |
| 21   | B      | Sharon Day-Monroe         | Stati Uniti | 39.43    | 40.02    | 40.74    | 40.74     | 681   |                                          | 5080         | 21               |
| 22   | A      | Claudia Salman-Rath       | Germania    | 40.36    | 37.76    | 40.70    | 40.70     | 681   | Miglior prestazione personale stagionale | 5359         | 10               |
| 23   | A      | Tamara de Sousa           | Brasile     | 39.86    | 40.65    | 36.11    | 40.65     | 680   |                                          | 4988         | 23               |
| 24   | A      | Alysbeth Felix            | Porto Rico  | x        | 39.56    | 38.82    | 39.56     | 659   | Miglior prestazione personale stagionale | 4742         | 26               |
| 25   | A      | Vanessa Chefer            | Brasile     | 38.04    | 39.36    | x        | 39.36     | 655   |                                          | 4500         | 29               |
| 26   | A      | Lecabela Quaresma         | Portogallo  | 35.79    | 36.71    | x        | 36.71     | 604   |                                          | 4882         | 24               |
| 27   | A      | Hanne Maudens             | Belgio      | 35.44    | 35.41    | 33.98    | 35.44     | 580   |                                          | 4826         | 25               |
| 28   | A      | Erica Bougard             | Stati Uniti | x        | 33.76    | x        | 33.76     | 548   |                                          | 5053         | 22               |
| –    | B      | Nadine Broersen           | Paesi Bassi |          |          |          | dns       | 0     |                                          | dnf          | –                |
| –    | B      | Evelis Aguilar            | Paesi Bassi |          |          |          | dns       | 0     |                                          | dnf          | –                |

### 800 metri
Domenica 6 agosto.
| Pos. | Batteria | Atleta                    | Nazionalità | Tempo   | Punti | Note                                     | Punti totali | Posizione totale |
| ---- | -------- | ------------------------- | ----------- | ------- | ----- | ---------------------------------------- | ------------ | ---------------- |
| 1    | 2        | Xénia Krizsán             | Ungheria    | 2'07"17 | 1006  | Miglior prestazione personale            | 6356         | 9                |
| 2    | 3        | Claudia Salman-Rath       | Germania    | 2'07"37 | 1003  |                                          | 6362         | 8                |
| 3    | 3        | Katarina Johnson-Thompson | Regno Unito | 2'08"10 | 993   | Miglior prestazione personale stagionale | 6558         | 5                |
| 4    | 1        | Erica Bougard             | Stati Uniti | 2'08"77 | 983   |                                          | 6036         | 18               |
| 5    | 3        | Yorgelis Rodríguez        | Cuba        | 2'10"48 | 958   | Miglior prestazione personale            | 6594         | 4                |
| 6    | 1        | Sharon Day-Monroe         | Stati Uniti | 2'12"64 | 926   | Miglior prestazione personale stagionale | 6006         | 20               |
| 7    | 1        | Hanne Maudens             | Belgio      | 2'12"87 | 923   |                                          | 5749         | 23               |
| 8    | 3        | Eliška Klucinová          | Rep. Ceca   | 2'13"00 | 921   | Miglior prestazione personale stagionale | 6313         | 10               |
| 9    | 1        | Györgyi Zsivoczky-Farkas  | Ungheria    | 2'13"44 | 915   | Miglior prestazione personale stagionale | 6050         | 17               |
| 10   | 3        | Ivona Dadic               | Austria     | 2'13"44 | 915   | Miglior prestazione personale stagionale | 6417         | 6                |
| 11   | 1        | Lecabela Quaresma         | Portogallo  | 2'14"06 | 906   |                                          | 5788         | 22               |
| 12   | 3        | Nadine Visser             | Paesi Bassi | 2'14"74 | 896   | Miglior prestazione personale stagionale | 6370         | 7                |
| 13   | 2        | Géraldine Ruckstuhl       | Svizzera    | 2'14"85 | 895   |                                          | 6230         | 11               |
| 14   | 3        | Carolin Schäfer           | Germania    | 2'15"34 | 888   |                                          | 6696         | 2                |
| 15   | 2        | Katerina Cachová          | Rep. Ceca   | 2'15"58 | 885   |                                          | 6070         | 15               |
| 16   | 2        | Alina Shukh               | Ucraina     | 2'15"84 | 881   |                                          | 6075         | 14               |
| 17   | 2        | Caroline Agnou            | Svizzera    | 2'18"57 | 843   |                                          | 6001         | 21               |
| 18   | 1        | Alysbeth Felix            | Porto Rico  | 2'18"68 | 842   | Miglior prestazione personale stagionale | 5584         | 25               |
| 19   | 2        | Grit Šadeiko              | Estonia     | 2'18"88 | 839   |                                          | 6094         | 13               |
| 20   | 3        | Kendell Williams          | Stati Uniti | 2'19"15 | 835   |                                          | 6220         | 12               |
| 21   | 3        | Anouk Vetter              | Paesi Bassi | 2'19"43 | 831   | Miglior prestazione personale stagionale | 6636         | 3                |
| 22   | 1        | Swapna Barman             | India       | 2'20"17 | 821   |                                          | 5431         | 26               |
| 23   | 2        | Antoinette Nana Djimou    | Francia     | 2'21"14 | 808   | Miglior prestazione personale stagionale | 6064         | 16               |
| 24   | 3        | Nafissatou Thiam          | Belgio      | 2'21"42 | 804   |                                          | 6784         | 1                |
| 25   | 2        | Odile Ahouanwanou         | Benin       | 2'27"00 | 731   |                                          | 6020         | 19               |
| 26   | 1        | Tamara de Sousa           | Brasile     | 2'34"03 | 643   |                                          | 5631         | 24               |
|      | 1        | Vanessa Chefer            | Brasile     | dnf     | 0     |                                          | 4500         | 29               |
|      | 2        | Verena Preiner            | Austria     | dns     | 0     |                                          | dnf          |                  |

## Classifica finale
| Pos. | Atleta                    | Nazione     | 100 hs | HJ   | SP  | 200  | LJ   | JT   | 800  | Punteggio totale | Note                                     |
| ---- | ------------------------- | ----------- | ------ | ---- | --- | ---- | ---- | ---- | ---- | ---------------- | ---------------------------------------- |
|      | Nafissatou Thiam          | Belgio      | 1044   | 1171 | 872 | 927  | 1030 | 936  | 804  | 6784             |                                          |
|      | Carolin Schäfer           | Germania    | 1111   | 1054 | 850 | 1021 | 912  | 860  | 888  | 6696             |                                          |
|      | Anouk Vetter              | Paesi Bassi | 1078   | 941  | 867 | 946  | 949  | 1024 | 831  | 6636             | Record nazionale                         |
| 4    | Yorgelis Rodríguez        | Cuba        | 1036   | 1171 | 757 | 941  | 921  | 810  | 958  | 6594             | Record nazionale                         |
| 5    | Katarina Johnson-Thompson | Regno Unito | 1075   | 978  | 692 | 1093 | 1027 | 700  | 993  | 6558             |                                          |
| 6    | Ivona Dadic               | Austria     | 1024   | 978  | 782 | 970  | 843  | 905  | 915  | 6417             | Record nazionale                         |
| 7    | Nadine Visser             | Paesi Bassi | 1147   | 941  | 725 | 1007 | 943  | 711  | 896  | 6370             | Miglior prestazione personale stagionale |
| 8    | Claudia Salman-Rath       | Germania    | 1047   | 903  | 717 | 988  | 1023 | 681  | 1003 | 6362             |                                          |
| 9    | Xénia Krizsán             | Ungheria    | 1021   | 941  | 803 | 873  | 828  | 884  | 1006 | 6356             |                                          |
| 10   | Eliška Klucinová          | Rep. Ceca   | 974    | 1054 | 848 | 913  | 899  | 704  | 921  | 6313             | Miglior prestazione personale stagionale |
| 11   | Géraldine Ruckstuhl       | Svizzera    | 1007   | 978  | 751 | 902  | 795  | 902  | 895  | 6230             |                                          |
| 12   | Kendell Williams          | Stati Uniti | 1121   | 903  | 709 | 953  | 908  | 791  | 835  | 6220             |                                          |
| 13   | Grit Šadeiko              | Estonia     | 1069   | 903  | 698 | 924  | 850  | 811  | 839  | 6094             |                                          |
| 14   | Alina Shukh               | Ucraina     | 934    | 1016 | 777 | 746  | 804  | 917  | 881  | 6075             |                                          |
| 15   | Katerina Cachová          | Rep. Ceca   | 1069   | 903  | 651 | 928  | 896  | 738  | 885  | 6070             |                                          |
| 16   | Antoinette Nana Djimou    | Francia     | 1056   | 867  | 835 | 871  | 865  | 762  | 808  | 6064             |                                          |
| 17   | Györgyi Zsivoczky-Farkas  | Ungheria    | 971    | 941  | 777 | 852  | 831  | 763  | 915  | 6050             | Miglior prestazione personale stagionale |
| 18   | Erica Bougard             | Stati Uniti | 1089   | 903  | 622 | 1014 | 877  | 548  | 983  | 6036             |                                          |
| 19   | Odile Ahouanwanou         | Benin       | 1020   | 903  | 841 | 972  | 825  | 728  | 731  | 6020             |                                          |
| 20   | Sharon Day-Monroe         | Stati Uniti | 1004   | 903  | 870 | 890  | 732  | 681  | 926  | 6006             |                                          |
| 21   | Caroline Agnou            | Svizzera    | 985    | 830  | 770 | 920  | 918  | 735  | 843  | 6001             |                                          |
| 22   | Lecabela Quaresma         | Portogallo  | 987    | 867  | 759 | 852  | 813  | 604  | 906  | 5788             |                                          |
| 23   | Hanne Maudens             | Belgio      | 913    | 941  | 648 | 848  | 896  | 580  | 923  | 5749             |                                          |
| 24   | Tamara de Sousa           | Brasile     | 956    | 903  | 773 | 920  | 756  | 680  | 643  | 5631             |                                          |
| 25   | Alysbeth Felix            | Porto Rico  | 974    | 867  | 583 | 852  | 807  | 659  | 842  | 5584             | Miglior prestazione personale stagionale |
| 26   | Swapna Barman             | India       | 959    | 867  | 583 | 758  | 709  | 734  | 821  | 5431             |                                          |
| 29   | Vanessa Chefer            | Brasile     | 850    | 830  | 669 | 873  | 623  | 655  | 0    | 4500             |                                          |
|      | Verena Preiner            | Austria     | 1008   | 867  | 738 | 939  | 843  | 769  | 0    | dnf              |                                          |
|      | Nadine Broersen           | Paesi Bassi | 1008   | 1016 | 800 | 889  | 834  | 0    |      | dnf              |                                          |
|      | Evelis Aguilar            | Colombia    | 974    | 830  | 753 | 947  | 0    | 0    |      | dnf              |                                          |
|      | Laura Ikauniece-Admidiņa  | Lettonia    | 1020   | 0    | 0   |      |      |      |      | dnf              |                                          |